# 稲葉浩美
稲葉 浩美（いなば ひろみ、6月3日 - ）は、主に東海地区を中心に活動するタレントである。

## 人物
静岡県富士市出身。
2004年10月より2020年4月まで15年6ヶ月の間東海ラジオのレポートドライバー（飛び込みマイク）を務めた。この在籍期間は、同局のレポートドライバーでは歴代最長の在籍期間となっている。
2010年に結婚する。2020年第一子を妊娠し出産。
以前は名古屋タレントセンターに所属していたが、2022年1月よりセントラルジャパンに移籍した。
趣味はふくろう鑑賞、サックス、愛車のホイール磨き。